# أملج بحري
أملج بحري (الاسم العلمي:Phyllanthus maritimus) هو نوع من النباتات يتبع جنس الأملج من الفصيلة الأملجية.